# Mu kratha
Mu kratha (in thailandese หมูกระทะ, Mu kratha; [mǔː krā.tʰáʔ]) è un metodo di cottura della carne suina originario della Thailandia, diffuso nel Sud-est asiatico.

## Storia
Mu kratha si traduce in "maiale in padella" (mu è "maiale", kratha è "padella"). Simile al barbecue coreano e all'hot pot cinese, la versione thailandese utilizza il carbone per la cottura.

## Preparazione
La carne affettata (il più delle volte suina) viene grigliata sulla cupola al centro, mentre le verdure e altri ingredienti, come le polpette di pesce, cuociono nella zuppa. La pentola si trova su un cumulo di carbone ardente che griglia o bolle il cibo. Gli ingredienti usati solitamente per questo tipo di cottura sono maiale, pollo, montone, agnello, frutti di mare, verdure e funghi. Il mu kratha è solitamente servito con nam chim, una salsa di accompagnamento popolare nel Paese.